# Eudialeurodicus bodkini
Eudialeurodicus bodkini es un hemíptero de la familia Aleyrodidae, con una subfamilia: Aleyrodinae.
Eudialeurodicus bodkini fue descrita científicamente por primera vez por Quaintance & Baker en 1915.